# Nescopeck
Nescopeck és una població dels Estats Units a l'estat de Pennsilvània. Segons el cens del 2000 tenia 1.528 habitants.

## Demografia
Segons el cens del 2000, Nescopeck tenia 1.528 habitants, 672 habitatges, i 417 famílies. La densitat de població era de 590 habitants/km².
Dels 672 habitatges en un 27,2% hi vivien nens de menys de 18 anys, en un 49,4% hi vivien parelles casades, en un 7,6% dones solteres, i en un 37,9% no eren unitats familiars. En el 32,9% dels habitatges hi vivien persones soles el 14,7% de les quals corresponia a persones de 65 anys o més que vivien soles. El nombre mitjà de persones vivint en cada habitatge era de 2,27 i el nombre mitjà de persones que vivien en cada família era de 2,92.
Per edats la població es repartia de la següent manera: un 22,1% tenia menys de 18 anys, un 7,8% entre 18 i 24, un 29,6% entre 25 i 44, un 21,9% de 45 a 60 i un 18,6% 65 anys o més.
L'edat mediana era de 38 anys. Per cada 100 dones de 18 o més anys hi havia 88,9 homes.
La renda mediana per habitatge era de 31.379 $ i la renda mediana per família de 39.440 $. Els homes tenien una renda mediana de 30.625 $ mentre que les dones 20.586 $. La renda per capita de la població era de 16.553 $. Entorn del 5,3% de les famílies i el 7,5% de la població estaven per davall del llindar de pobresa.

## Poblacions més properes
El següent diagrama mostra les poblacions més properes.